# 转龙镇 (禄劝县)
转龙镇，是中华人民共和国云南省昆明市禄劝彝族苗族自治县下辖的一个建制镇。实际上隶属于昆明倘甸产业园区轿子山旅游开发区。2017年12月，正式签订移交协议。

## 行政区划
转龙镇下辖以下地区：
转龙村、腊乌卡村、月牙村、则邑村、黄栎树村、烂泥塘村、恩祖村、中槽子村、大水井村、老槽子村、噜鲁村、以代块村和桂泉村。